# Monjas (kommunhuvudort)
Monjas är en kommunhuvudort i Guatemala.   Den ligger i departementet Departamento de Jalapa, i den södra delen av landet, 70 km öster om huvudstaden Guatemala City. Monjas ligger 956 meter över havet och antalet invånare är 10 351.
Terrängen runt Monjas är huvudsakligen kuperad, men den allra närmaste omgivningen är platt. Runt Monjas är det ganska tätbefolkat, med 179 invånare per kvadratkilometer. Närmaste större samhälle är Jalapa, 19,9 km nordväst om Monjas. Trakten runt Monjas består till största delen av jordbruksmark.